# Juliaca pulla
Juliaca pulla är en insektsart som beskrevs av Young 1977. Juliaca pulla ingår i släktet Juliaca och familjen dvärgstritar. Inga underarter finns listade i Catalogue of Life.